# 奈古屋元賀
奈古屋 元賀（なごや もとよし）は、安土桃山時代の武将。父は奈古屋元堯。弟に奈古屋元忠。通称は与七郎。

## 生涯
毛利輝元に近習として仕える。天正8年（1580年）の輝元の備中出陣に従軍したが、同年4月14日の虎倉城攻撃の途上、下加茂の山中において伊賀久隆の強襲を受け、毛利軍は先鋒部隊の将であった粟屋元信を始めとした将が討ち取られる大敗を喫し、奈古屋元賀もこの戦いで戦死した。享年17。戦死した元賀に代わり、弟の元忠が奈古屋家の嫡子となり、跡を継いだ。